# Liste der Kulturdenkmale in Oberkaina

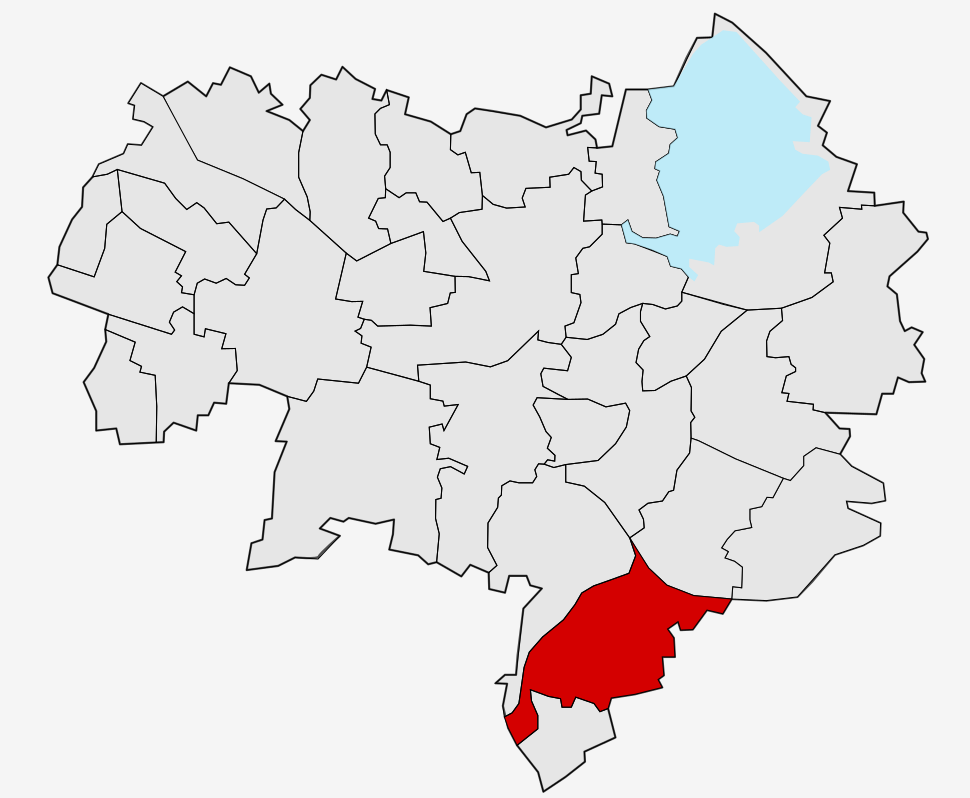
Lage von Oberkaina in Bautzen

In der Liste der Kulturdenkmale in Oberkaina sind die Kulturdenkmale des Bautzener Ortsteils Oberkaina  verzeichnet, die bis März 2018 vom Landesamt für Denkmalpflege Sachsen erfasst wurden (ohne archäologische Kulturdenkmale). Die Anmerkungen sind zu beachten.

## Liste der Kulturdenkmale in Oberkaina
| Bild                                    | Bezeichnung                                                                    | Lage                               | Datierung                                                                           | Beschreibung | ID       |
| --------------------------------------- | ------------------------------------------------------------------------------ | ---------------------------------- | ----------------------------------------------------------------------------------- | --- | -------- |
| Direkt Bild zu diesem Denkmal hochladen | Dreiseithof mit Wohnhaus, Stall, Scheune und Remise                            | Boblitzer Straße 17 (Karte)        | 1870                                                                                | Bau- und wirtschaftsgeschichtlich von Bedeutung, Bruchsteinmauerwerk, Stall mit Schieferdeckung, Remise und Wohnhaus mit Biberschwanzdeckung, Kreuz über Eingangsportal, Pilasterordnung, Abschlußgeschoss (Mezzanin) mit Rundfenstern und Putzgliederung, Walmdach, rundbogige Scheunen- und Stalltore | 09251479 |
| Direkt Bild zu diesem Denkmal hochladen | Wohnhaus mit angebautem Stallgebäude, Einfahrt und originaler Einfriedung      | Boblitzer Straße 19 (Karte)        | 16. Jahrhundert                                                                     | Baugeschichtlich und hausgeschichtlich von Bedeutung; Satteldach; Lehm-Ruten-Geflecht verputzt und verbrettert; ursprünglich Strohdach (Auskunft: bis vor 20 Jahren); Stallgebäude (Scheune und Kuhstall)                                                                                               | 09251480 |
| Direkt Bild zu diesem Denkmal hochladen | Stadtgut / Vierseithof mit Wohnhaus, Stall über Eck und Schuppen-Wohnhaus      | Oberkainaer Straße 32 (Karte)      | Bezeichnet mit 1792 (Stall); im Türsturz bezeichnet mit 1826 oder 1828 (Bauernhaus) | Baugeschichtlich und ortsgeschichtlich von Bedeutung; hinter dem Wohnhaus kleines Gesindehaus, Krüppelwalmdach; Stall bezeichnet mit „1792 AS“ | 09251472 |
| Direkt Bild zu diesem Denkmal hochladen | Vierseithof mit Wohnhaus, Stall und Scheune                                    | Oberkainaer Straße 35, 35a (Karte) | Bezeichnet mit 1882 (Scheune); 1884 (Bauernhaus)                                    | Bau- wirtschaftsgeschichtlich von Bedeutung, originale Biberschwanzdeckung, Wohnhaus mit Mittelrisalit und zwei Eingängen, originaler Blitzableiter | 09251473 |
| Direkt Bild zu diesem Denkmal hochladen | Vierseithof mit Wohnhaus, Stall, Scheune, Remise, Nebengebäude und Toreinfahrt | Oberkainaer Straße 37 (Karte)      | Bezeichnet mit 1872                                                                 | Bau- wirtschaftsgeschichtlich von Bedeutung, Wohnhaus mit Mittelvorbau, rundbogige Putzgliederung über Fenstern im Erdgeschoss, rundbogige Fenster im zweiten Obergeschoss, zum Teil originale Biberschwanzdeckung, Okuli                                                                               | 09251474 |

## Ehemaliges Denkmal
| Bild                                    | Bezeichnung                          | Lage                        | Datierung | Beschreibung | ID       |
| --------------------------------------- | ------------------------------------ | --------------------------- | --------- | --- | -------- |
| Direkt Bild zu diesem Denkmal hochladen | Zweiseithof mit Wohnhaus und Scheune | Boblitzer Straße 15 (Karte) | 1890      | Sozialgeschichtlich von Bedeutung, Bruchstein (Wohnhaus verputzt), Schiefereindeckung, Satteldächer. Zwischen 2019 und 2023 endgültig abgerissen, schon vorher ruinös. | 09251478 |

## Tabellenlegende
- Bild: Bild des Kulturdenkmals, ggf. zusätzlich mit einem Link zu weiteren Fotos des Kulturdenkmals im Medienarchiv Wikimedia Commons. Wenn man auf das Kamerasymbol klickt, können Fotos zu Kulturdenkmalen aus dieser Liste hochgeladen werden:
- Bezeichnung: Denkmalgeschützte Objekte und ggf. Bauwerksname des Kulturdenkmals
- Lage: Straßenname und Hausnummer oder Flurstücknummer des Kulturdenkmals. Die Grundsortierung der Liste erfolgt nach dieser Adresse. Der Link (Karte) führt zu verschiedenen Kartendiensten mit der Position des Kulturdenkmals. Fehlt dieser Link, wurden die Koordinaten noch nicht eingetragen. Sind diese bekannt, können sie über ein Tool mit einer Kartenansicht einfach nachgetragen werden. In dieser Kartenansicht sind Kulturdenkmale ohne Koordinaten mit einem roten bzw. orangen Marker dargestellt und können durch Verschieben auf die richtige Position in der Karte mit Koordinaten versehen werden. Kulturdenkmale ohne Bild sind an einem blauen bzw. roten Marker erkennbar.
- Datierung: Baubeginn, Fertigstellung, Datum der Erstnennung oder grobe zeitliche Einordnung entsprechend des Eintrags in der sächsischen Denkmaldatenbank
- Beschreibung: Kurzcharakteristik des Kulturdenkmals entsprechend des Eintrags in der sächsischen Denkmaldatenbank, ggf. ergänzt durch die dort nur selten veröffentlichten Erfassungstexte oder zusätzliche Informationen
- ID: Vom Landesamt für Denkmalpflege Sachsen vergebene, das Kulturdenkmal eindeutig identifizierende Objekt-Nummer. Der Link führt zum PDF-Denkmaldokument des Landesamtes für Denkmalpflege Sachsen. Bei ehemaligen Kulturdenkmalen können die Objektnummern unbekannt sein und deshalb fehlen bzw. die Links von aus der Datenbank entfernten Objektnummern ins Leere führen. Ein ggf. vorhandenes Icon  führt zu den Angaben des Kulturdenkmals bei Wikidata.